# パブロ・サバレタ
パブロ・ハビエル・サバレタ・ヒロー（Pablo Javier Zabaleta Girod, 1985年1月16日 - ）は、アルゼンチン・ブエノスアイレス出身のバスク系アルゼンチン人の元サッカー選手。ポジションはディフェンダー。両サイドバックと両サイドハーフでプレーする。

## クラブ経歴
1997年からCAサン・ロレンソ・デ・アルマグロのユースチームでキャリアをスタートさせ、2002年にトップチーム昇格を果たした。2005年7月1日にスペインのRCDエスパニョールに移籍した。

### マンチェスター・シティ
2008年8月31日、イングランドのマンチェスター・シティFCに移籍。移籍後は生え抜きのマイカ・リチャーズとポジション争いを繰り広げた。
2011-12シーズン後半からはリチャーズの故障もありスタメンに定着。粘り強い守備と的確で効果的な攻撃参加でチームの優勝に貢献した。翌シーズンからも指揮官のロベルト・マンチーニの信頼を勝ち得、指揮官の古巣インテルからやってきたマイコンとのレギュラー争いを制した。マンチーニ解任後にやってきたマヌエル・ペレグリーニからも信頼され、多くの出場機会を得ている。その後も右サイドバックの絶対的な主力だったが、2016-17シーズンを最後に退団。クラブからはシーズンチケットと自身がシティで出場した試合数を表した『Zabaleta 333』と書かれたシャツをプレゼントされた。2017年5月16日のホーム最終戦の試合後、退団セレモニーでスピーチを行った。

### ウェストハム
2017年5月26日、ウェストハム・ユナイテッドFCと2年契約を結ぶことが発表された。初年度は右サイドバックのポジションを守った。2018-19シーズンよりシティ時代の恩師であるペレグリーニが監督に就任した。同シーズン中には引退の噂もあったが、契約を1年間延長した。
2019-20シーズンは公式に自身最後のプレミアリーグでのシーズンになることを明言した。2020年1月10日のシェフィールド・ユナイテッド戦で南米出身の選手としては3人目となるプレミアリーグ300試合出場を達成した。
2020年10月16日、現役引退を表明した。

## 代表経歴
アルゼンチン代表として、2003 FIFAワールドユース選手権に出場した。また2005 FIFAワールドユース選手権ではキャプテンとしてセルヒオ・アグエロやリオネル・メッシと共に優勝に貢献。2008年には北京オリンピックにも出場し優勝に貢献した。母国開催のコパ・アメリカ2011では右サイドバックのレギュラーとして出場した。
2014年ワールドカップにも出場、ボスニア戦でワールドカップデビューを飾り、準優勝。

## 代表歴

### 出場大会
- アルゼンチン代表
  - 2014 FIFAワールドカップ

### 試合数
- 国際Aマッチ 58試合 0得点（2005年-2016年）[8]

| アルゼンチン代表 | 国際Aマッチ | 国際Aマッチ |
| 年               | 出場        | 得点        |
| ---------------- | ----------- | ----------- |
| 2005             | 2           | 0           |
| 2006             | 2           | 0           |
| 2007             | 0           | 0           |
| 2008             | 3           | 0           |
| 2009             | 0           | 0           |
| 2010             | 1           | 0           |
| 2011             | 13          | 0           |
| 2012             | 7           | 0           |
| 2013             | 7           | 0           |
| 2014             | 12          | 0           |
| 2015             | 7           | 0           |
| 2016             | 4           | 0           |
| 通算             | 58          | 0           |

## タイトル

### クラブ
サン・ロレンソ
- コパ・スダメリカーナ : 2002

エスパニョール
- コパ・デル・レイ : 2006

マンチェスター・シティ
- プレミアリーグ : 2011-12, 2013-14
- FAカップ : 2010-11
- フットボールリーグカップ : 2013-14, 2015-16
- FAコミュニティ・シールド : 2012

### 代表
アルゼンチン代表
- 南米ユース選手権 : 2003
- FIFAワールドユース選手権 : 2005
- オリンピックサッカー : 2008

### 個人
- PFA年間ベストイレブン : 2012-13